# NGC 3603-A1
NGC 3603-A1は、りゅうこつ座のHII領域NGC 3603の中の星団に含まれる食連星で、地球からはおよそ25,000光年離れた位置にある。連星の2つの恒星はいずれも晩期型のウォルフ・ライエ星で、既知の恒星の中で最も質量が大きい食連星とみられる。

## 歴史

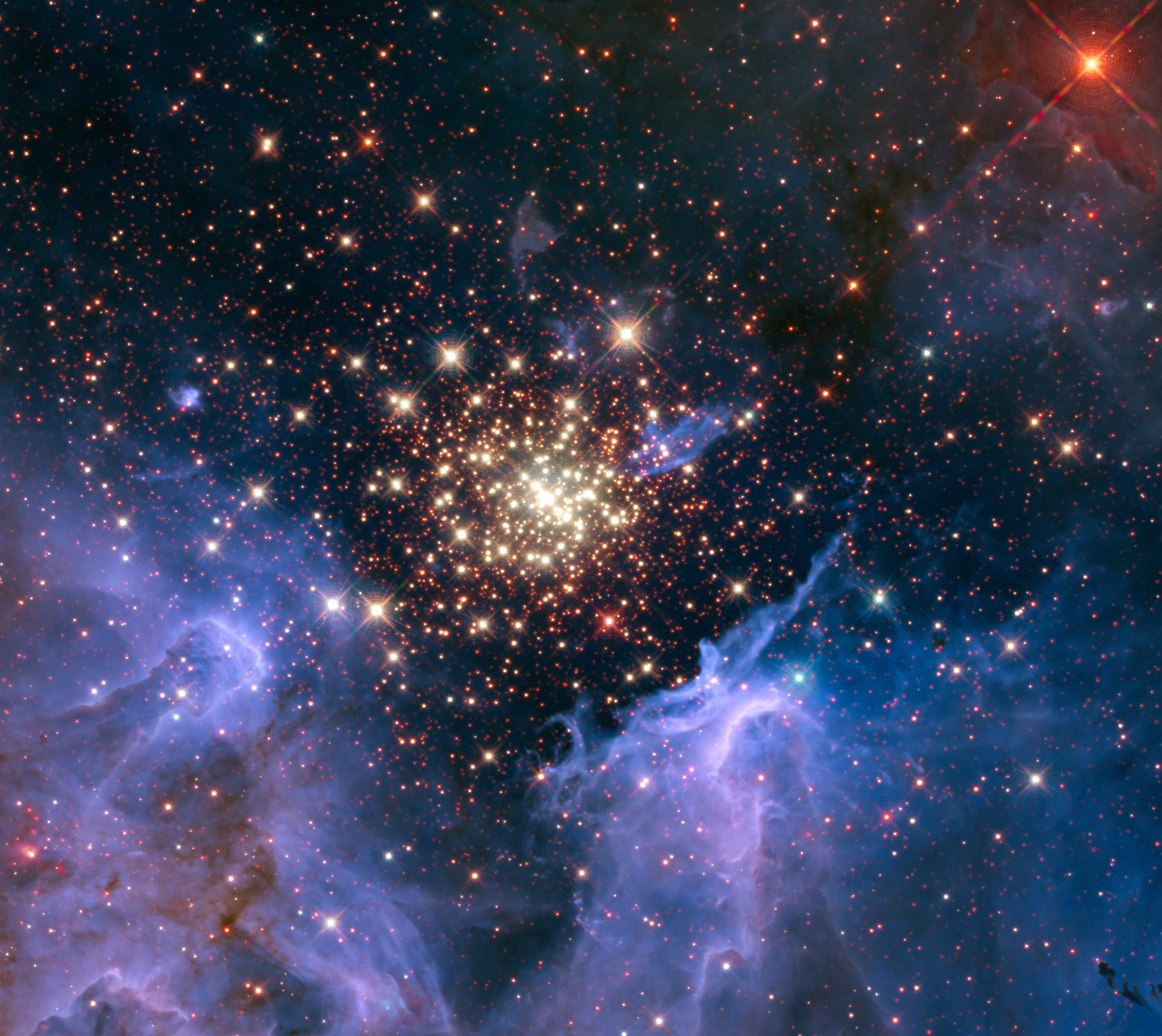
若く大質量の星団を伴う巨大な星形成領域NGC 3603。出典: NASA, ESA, R. O'Connell (University of Virginia), F. Paresce (National Institute for Astrophysics, Bologna, Italy), E. Young (Universities Space Research Association/Ames Research Center), the WFC3 Science Oversight Committee, and the Hubble Heritage Team (STScI/AURA)

NGC 3603の中には、若く大質量の星団があることがわかっており、その中心で一際明るい光源は、ヘンリー・ドレイパーカタログにおいてHD 97950として収録されていたが、ユニオン天文台での観測により、1928年にはHD 97950の位置には6つの恒星があると報告され、それぞれAからFまでの記号が付与された。その後、スペックル観測によって、更に中心の明るいAB星が分解され、まずA1、A2、A3、Bの4つの恒星の存在を確認、続いてもう2つの恒星が発見された。現在では、宇宙望遠鏡や補償光学を用いることで、直接撮像によって分離できる。
また、分光観測による視線速度の測定から、HD 97950にあるウォルフ・ライエ星が分光連星であることが発見され、更にそのウォルフ・ライエ星はHD 97950のA、B、C星のどれかであることもわかった。後に、A1星がウォルフ・ライエ星で、測光観測によって得た光度曲線から分光連星に対応するのもA1星であることが明らかになった。

## 特徴
NGC 3603-A1の2つの恒星、NGC 3603-A1aとNGC 3603-A1bは、周期3.77日で公転しており、食によっておよそ0.2等級明るさが変化する。2つの恒星は非常に接近しており、両者の距離は星そのものの直径と同程度しかなく、恒星はほぼロッシュ・ローブを満たしているとみられる。
A1a星とA1b星の質量は、軌道要素から計算され、A1a星が太陽の116（±31）倍、A1b星が太陽の89（±16）倍とされた。これは、理論予測ではなく、観測量からケプラー運動を計算して直接導かれた質量としては、最も大きいものである。物理的性質から推定した質量はもう少し大きく、A1a星が太陽の120倍、A1b星が太陽の92倍となる。
NGC 3603-A1系の2つの恒星は、いずれもウォルフ・ライエ星で、そのスペクトル型はWN6hとなっている。WNというスペクトル型は、スペクトルの中で電離窒素の輝線が目立つウォルフ・ライエ星であることを示し、WN6はヘリウムや窒素の輝線の強度が中間的なもの、また、添え字の"h"はスペクトルに水素の輝線がみえていることを表す。この種のウォルフ・ライエ星は、ヘリウム燃焼層がむき出しになっている進化した恒星、というウォルフ・ライエ星の古典的な描像とは異なり、進化がまだ進んでいない高温の恒星が、非常に高い光度ゆえに高密度で高速な恒星風を生じ、それによってみかけ上ウォルフ・ライエ星とそっくりになった天体と予想される。NGC 3603-A1の場合、質量における水素の比率は、まだ60%から70%はあると予想される。
NGC 3603-A1は非常に若く、誕生から150万年程度しか経過していないとみられるが、既に初期質量からかなりの質量を失っている。初期質量は、A1aが太陽の148倍、A1bが太陽の106倍あったと予想されるが、現在はそれが120倍と92倍になっているので、既に太陽の28倍、14倍の質量をそれぞれ失った計算になる。